# ریان فریکش
ریان فریکش (انگلیسی: Rayan Frikeche؛ زادهٔ ۹ اکتبر ۱۹۹۱) بازیکن فوتبال اهل مراکش است.
از باشگاه‌هایی که در آن بازی کرده‌است می‌توان به باشگاه فوتبال آنژه و باشگاه فوتبال آژاکسیو اشاره کرد.
وی همچنین در تیم ملی فوتبال زیر ۲۳ سال مراکش بازی کرده‌است.